# Stade Monumental Antonio Vespucio Liberti
Pour les articles homonymes, voir Stade Monumental.
Le stade Monumental Antonio Vespucio Liberti, plus communément surnommé El Monumental, est un stade de football situé dans la capitale argentine de Buenos Aires. Parfois appelé l'Estadio Monumental de Núñez du nom du quartier Núñez, il se situe en fait aux limites de Belgrano, un des quartiers chics de la ville.
Il a pour résident le Club Atlético River Plate, un des clubs les plus prestigieux d'Amérique du Sud, dont il porte le nom d'un ancien président, Antonio Vespucio Liberti, mort en 1978. L'enceinte sert également à l'accueil des matchs de l'équipe nationale argentine, dont il a accueilli la victoire en finale de la Coupe du monde de football 1978.
Sa capacité (83 214 places en 2023) en fait le plus grand stade d'Argentine et d'Amérique du Sud.

## Histoire

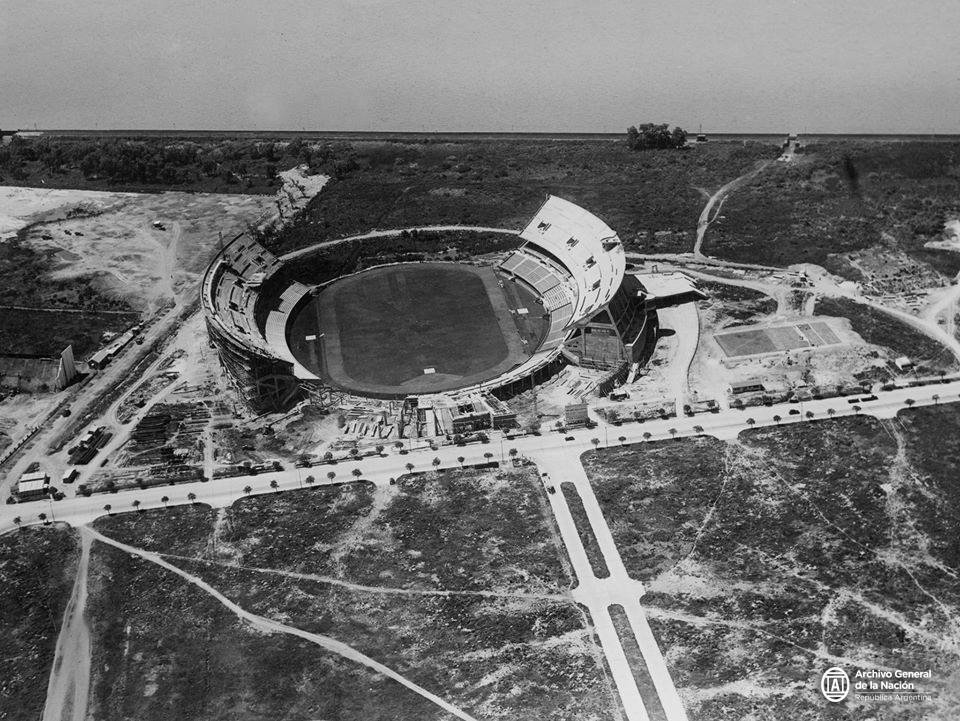
Le stade en construction.

Le club de River Plate est fondé en 1901. Il devient vite l'un des principaux clubs d'Argentine, dont il remporte le championnat en 1920 (amateur) puis en 1932 (professionnel). Fondé dans le quartier de La Boca, le club est depuis 1923 basé à Palermo, sur un terrain dont il n'est pas propriétaire. À cette époque, River Plate acquiert son surnom Los Millonarios car ses dirigeants n'hésitent pas à investir beaucoup d'argent pour assouvir leurs ambitions, comme lorsqu'ils font venir à prix d'or l'attaquant Bernabé Ferreyra en 1932.
Au début des années 1930, il apparaît que le club ne pourra pas rester indéfiniment résident de son stade du moment. Président depuis 1933, Antonio Vespucio Liberti (en) est convaincu de l'importance pour le club d'être propriétaire d'un grand stade. Le 31 octobre 1934, il parvient à convaincre les autres dirigeants du club à faire l'acquisition d'un terrain de 5 ha à proximité de Belgrano, relativement loin du centre-ville, pour y construire un grand stade,. Ce choix prête à polémique, car la zone est déserte. De plus ce sont de terres gagnées sur la côte marécageuse du Rio de la Plata quelques décennies plus tôt, à la suite des travaux engagés par l’Écossais Daniel White pour installer un hippodrome, ce qui promet des travaux de construction complexes. Pour autant, le gouvernement, séduit par la perspective de disposer d'un grand stade pour l'équipe nationale, soutient le projet. 3,5 ha sont donnés par la municipalité, portant à 8,5 ha la surface disponible. Le 25 mai 1935, la première pierre est posée. Il faut cependant un peu plus d'un an pour que la construction débute, sous la direction des architectes José Aslan et Héctor Ezcurra, après un prêt par le gouvernement de 200 millions de pesos. Le projet vise à construire un stade olympique de 120 000 places, avec une piste d'athlétisme et de nombreuses installations autour destinés aux socios.

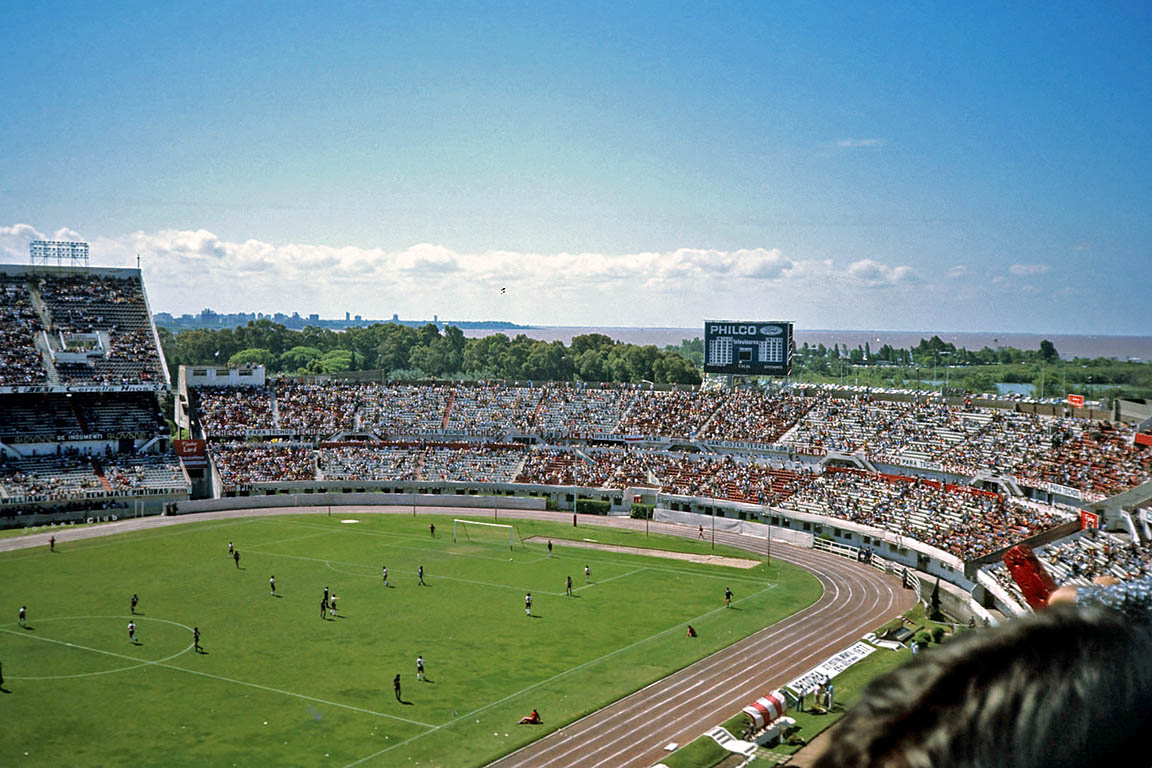
Vue du stade après le transfert de Omar Sívori.

Deux ans seront nécessaires à la construction de l'enceinte, un temps relativement court étant donné les difficultés liées au terrain. Mais le projet est urgent car River Plate est expulsé de son stade de Palermo en 1937. La tribune Nord est remise à plus tard car le club manque de fonds pour en achever la construction, donnant à l'enceinte une forme de fer à cheval.
L'Estadio Monumental est officiellement inauguré le 25 mai 1938. Le lendemain, un match opposant River Plate au Peñarol, multiple champion d'Uruguay en titre, est remporté par le club argentin 3 buts à 1, devant près de 68 000 spectateurs. Au début des années 1940, l'équipe de River, surnommée La Máquina, remporte quatre titres de champion d'Argentine.
En 1951, le Monumental accueille les épreuves d’athlétisme et la cérémonie de clôture des premiers Jeux panaméricains. En 1958, à la suite de la vente d'Omar Sívori à la Juventus de Turin pour dix millions de pesos, le président Enrique Pardo (es) commande la construction de la tribune Nord, portant la capacité totale du stade à près de 100 000 places. Le départ de l'attaquant marque le début d'une période difficile pour le club, qui ne remporte plus aucun trophée en dix-huit ans.

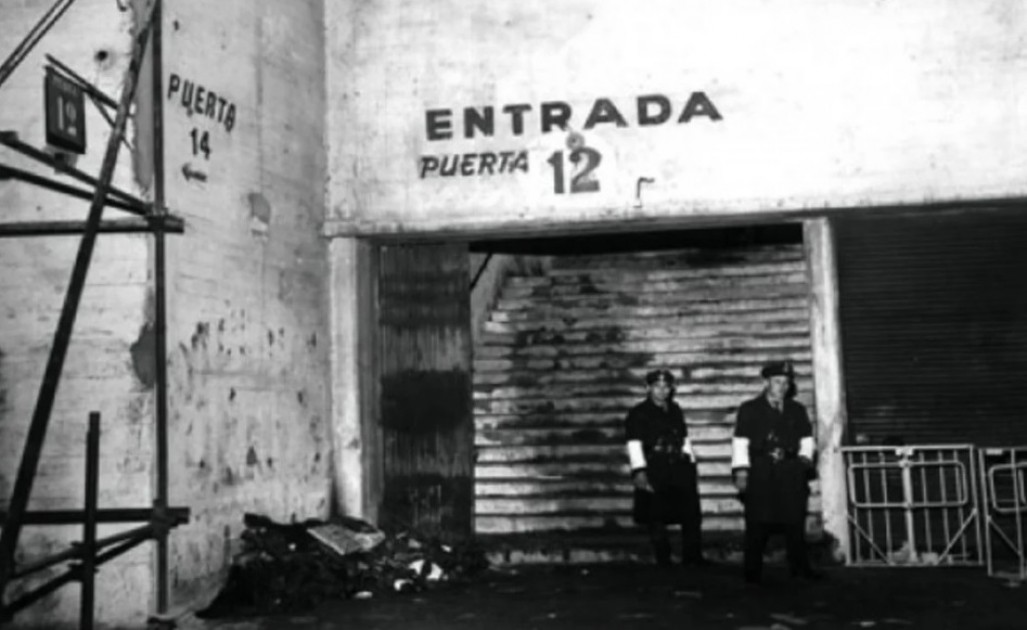
La porte 12, le lendemain de la tragédie.

Le 23 juin 1968, à l'issue d'un Superclásico au Monumental, un mouvement de panique parmi les supporters de Boca Juniors provoque la mort de 71 spectateurs, âgés en moyenne de 19 ans, et fait plus de 150 blessés, écrasés ou asphyxiés contre une des portes de sortie restée fermée. L’événement est connu comme la « Tragédie de la porte 12 ». Après trois ans d’enquête, aucun coupable n’a pu être désigné, ni parmi les supporters, ni parmi la police. Depuis les portes du stade ne sont plus nommées avec des chiffres mais par des lettres,.
Le stade est à nouveau rénové en 1977-1978, à l'occasion de la Coupe du monde de football 1978. La junte militaire au pouvoir en fait le principal stade de la compétition et prête de l'argent au club pour réaliser des travaux de modernisation. La tribune Nord est achevée avec la construction d'un deuxième niveau, et les places debout sont remplacées par des places assises, fixant la capacité à environ 72 000 places pour la compétition. Six matchs y sont joués, dont le match pour la 3e place et la finale, remportée par l'Argentine devant les Pays-Bas.
De 1978 à 2020, le stade dispose d'une capacité habituelle de 65 000 places, laquelle peut monter à 76 600 pour les grands évènements, comme le Superclásico opposant River Plate à Boca Juniors. Depuis 1986, l'enceinte est officiellement l'Estadio Monumental Antonio Vespucio Liberti, du nom de l'ancien président du club de River Plate qui a initié sa construction.
À partir de 2020, River Plate profite des huis clos imposés par la pandémie de Covid-19 pour entamer des travaux d'envergure dans le cadre du projet Más Monumental. La piste d'athlétisme entourant le terrain est démantelée, tandis que la pelouse est remodelée, avec l'ajout d'un gazon synthétique mélangé au gazon naturel.
En février 2022, le club annonce une seconde phase de travaux qui doit porter la capacité de l'enceinte à 84 000 places en 2024. Des tribunes inférieures sont construites à l'emplacement de l'ancienne piste d'athlétisme, ainsi que de nouvelles loges et un tunnel unique pour la sortie des joueurs. Le Monumental devient ainsi le plus grand stade d'Amérique du Sud, devant le Monumental de Lima (Pérou, 80 093 spectateurs) et trois stades brésiliens : le Maracanã (Rio de Janeiro, 78 838), l'Estadio Mané Garrincha (Brasilia, 72 800) et le Morumbi (Sao Paulo, 66 795).

## Records

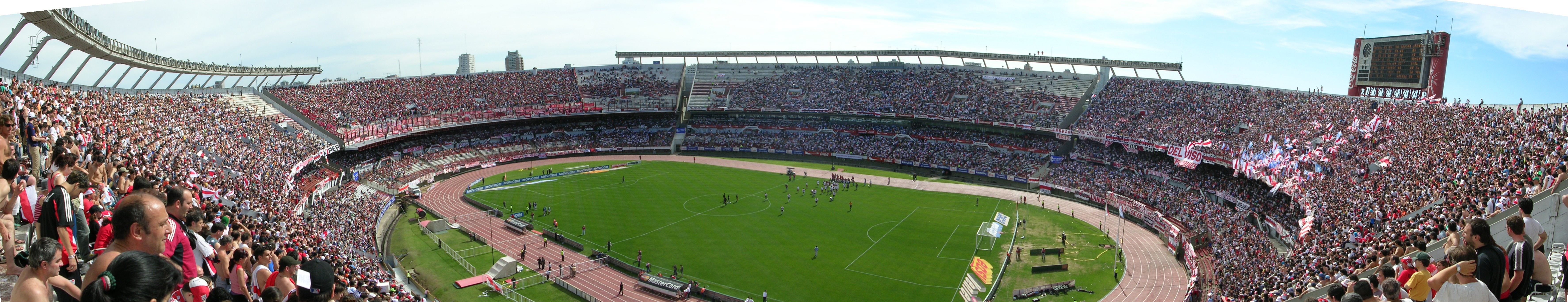
Panorama du Stade Monumental

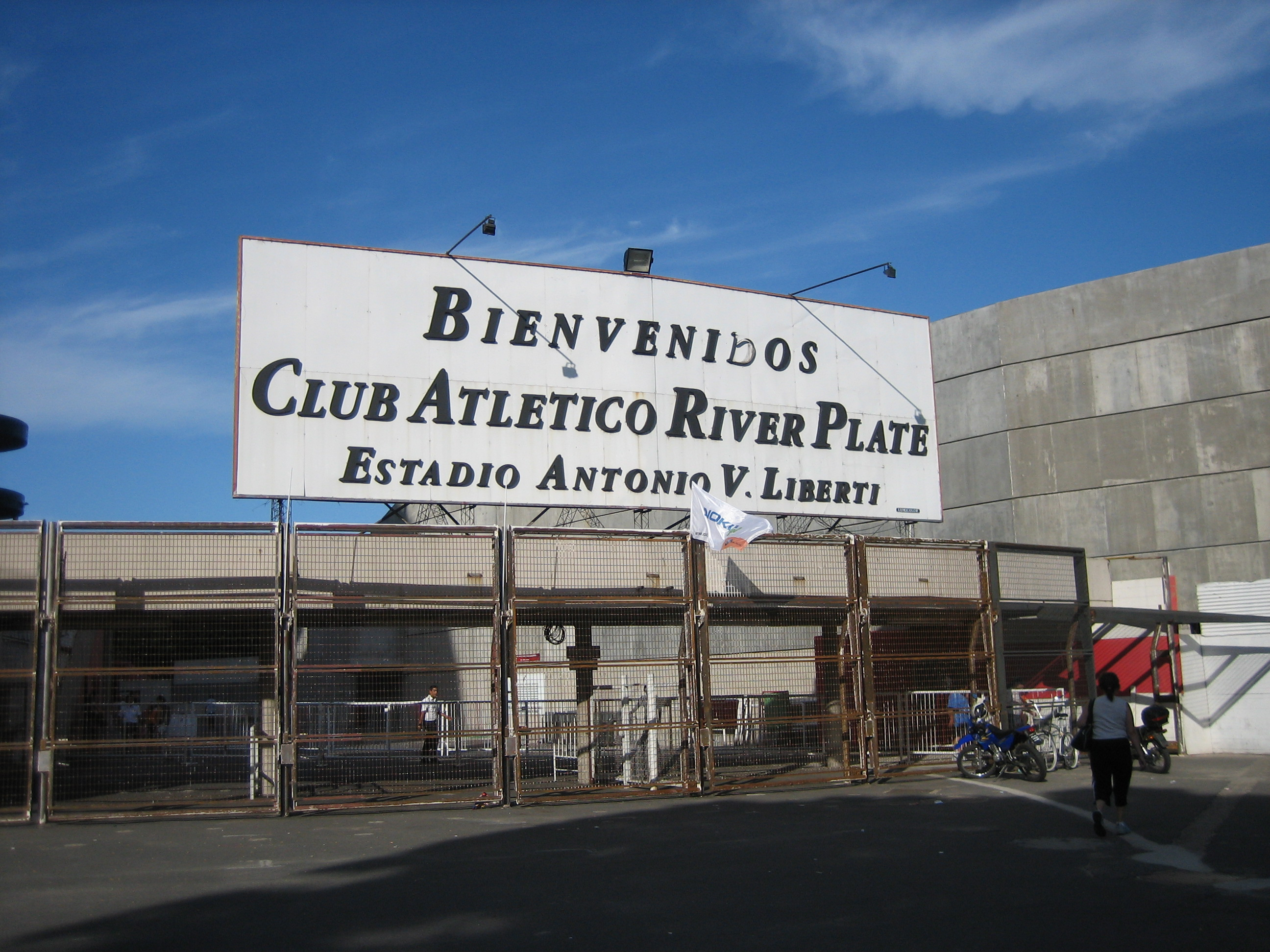
Entrée et bienvenue au stade

Le Monumental a parfois accueilli des affluences bien supérieures à sa capacité habituelle : environ 85 000 spectateurs assistent ainsi aux finales retour des Copa Libertadores 1986 et 1996 (la compétition continentale des clubs sud-américains) remportées les deux fois par River Plate face àl'América de Cali. Plus encore, on estime à 100 000 le nombre de fans entassés le 17 août 1975 pour le derby entre River Plate et le Racing Club, au cours duquel les Millonarios fêtent leur premier titre de champion d'Argentine depuis dix-sept ans.
L'équipe nationale a également attiré des grandes affluences au Monumental. En 1993, la Colombie devient la première, et à ce jour[Quand ?] la seule, équipe nationale à avoir battu l'Argentine au Monumental (5-0) pour un match qualificatif pour la Coupe du monde.

## Événements

### Compétitions continentales
Le stade accueille notamment plusieurs rencontres de la Copa América 1946 organisée par l'Argentine, et notamment la victoire décisive contre le Brésil le 10 février, offrant le titre aux locaux.
Lors de la Copa América 1987, entre 75 et 87 000 spectateurs assistent à la défaite de l'Argentine en demi-finale face à l'Uruguay. Trois jours plus tard dans le même stade, la Celeste remporte le tournoi face à la Colombie.
Une troisième finale de Copa América se tient au Monumental en 2011. L'Argentine éliminée en quart de finale, c'est de nouveau l'Uruguay qui l'emporte en finale, face au Paraguay cette fois-ci.

### Coupe du monde de football 1978

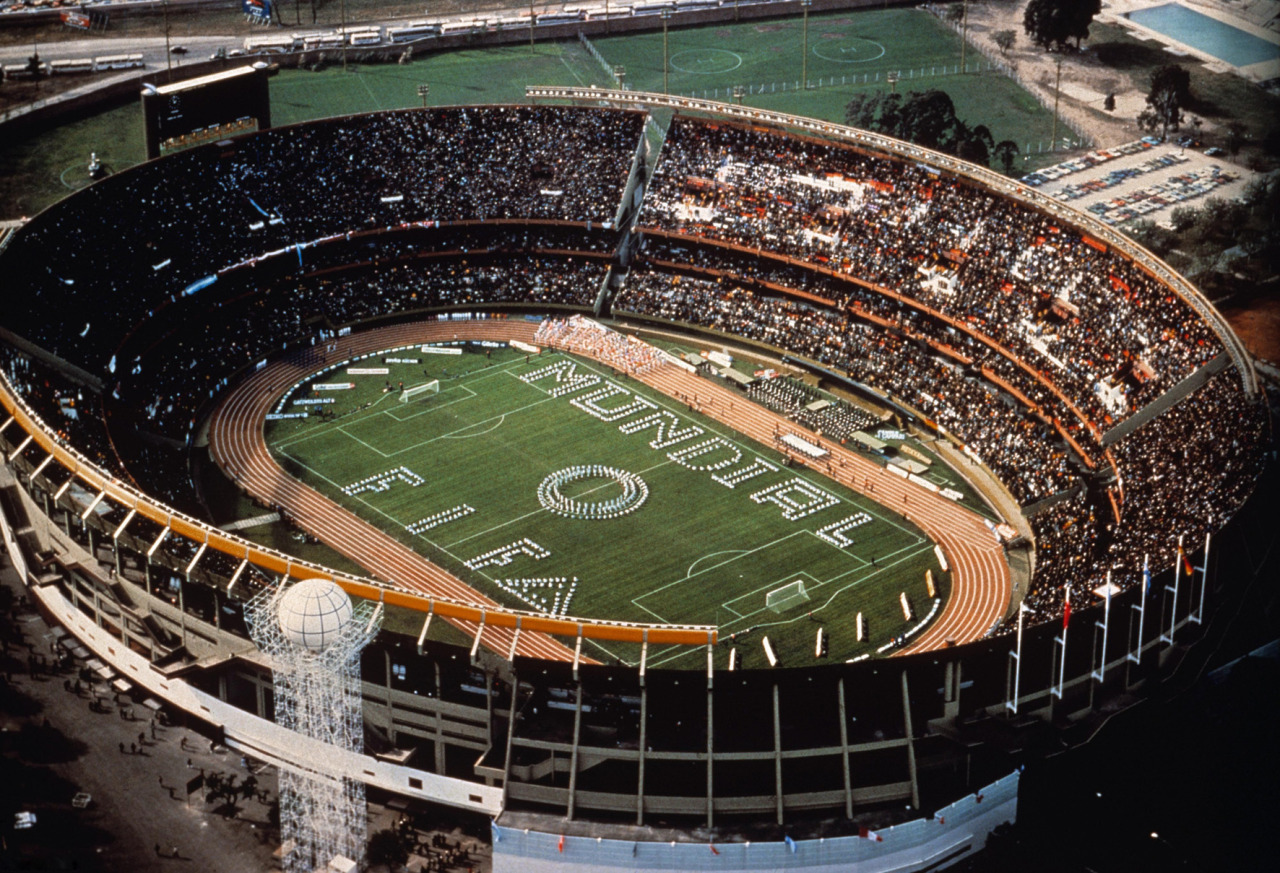
Vue du stade lors de la Coupe du monde 1978.

Le Monumental est le théâtre de la cérémonie inaugurale ainsi que de la finale de la Coupe du monde 1978.
| Date     | Tour     | Groupe | Équipe               | Score      | Équipe    |
| -------- | -------- | ------ | -------------------- | ---------- | --------- |
| 1er juin | 1er      | 2      | Allemagne de l'Ouest | 0 - 0      | Pologne   |
| 2 juin   | 1er      | 1      | Argentine            | 2 - 1      | Hongrie   |
| 6 juin   | 1er      | 1      | Argentine            | 2 - 1      | France    |
| 10 juin  | 1er      | 1      | Italie               | 1 - 0      | Argentine |
| 14 juin  | 2e       | A      | Allemagne de l'Ouest | 0 - 0      | Italie    |
| 18 juin  | 2e       | A      | Italie               | 1 - 0      | Autriche  |
| 21 juin  | 2e       | A      | Pays-Bas             | 2 - 1      | Italie    |
| 24 juin  | 3e place |        | Brésil               | 2 - 1      | Italie    |
| 25 juin  | Finale   |        | Argentine            | 3 - 1 a.p. | Pays-Bas  |

### Hors football

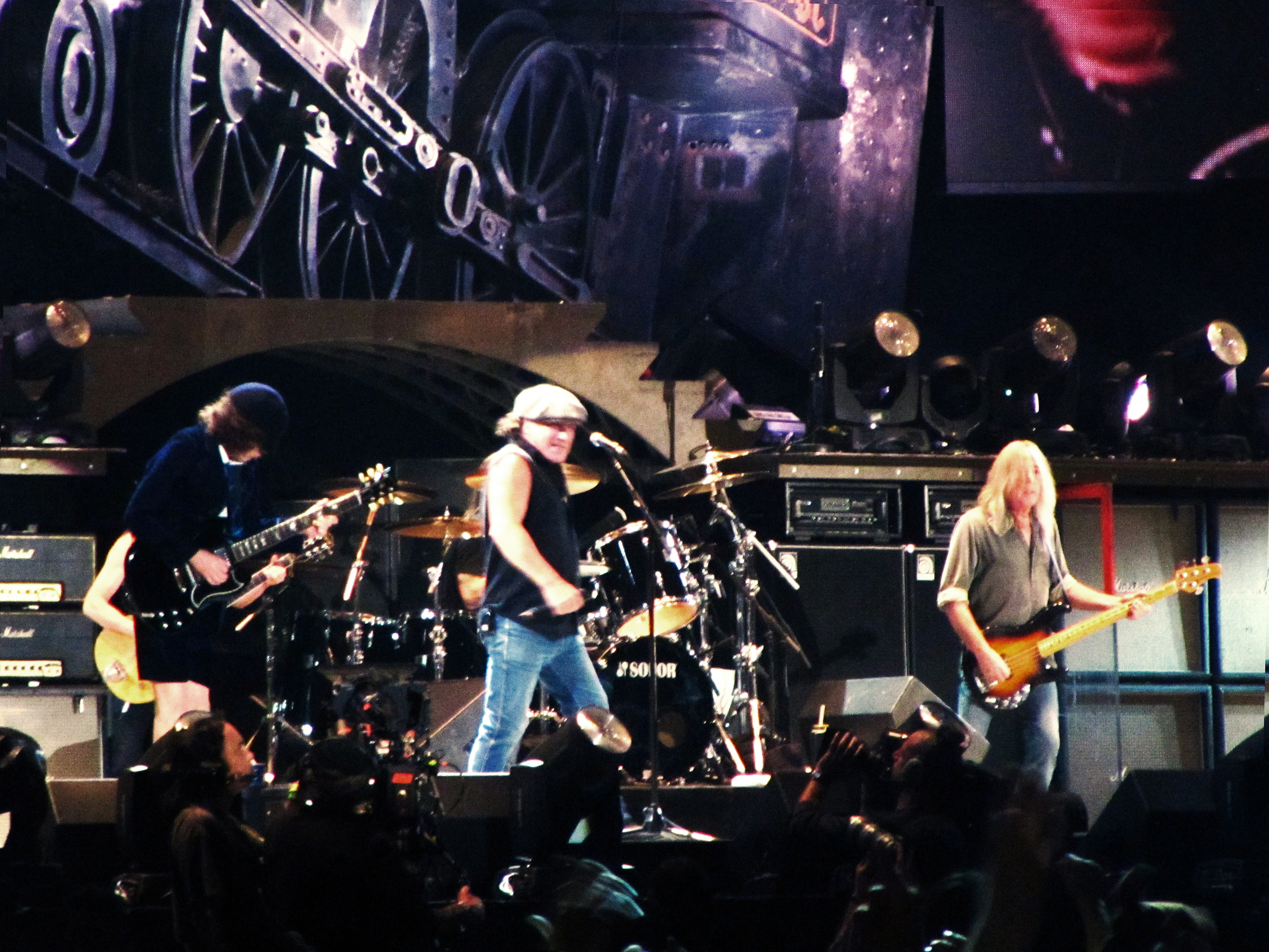
Concert de AC/DC en 2009.

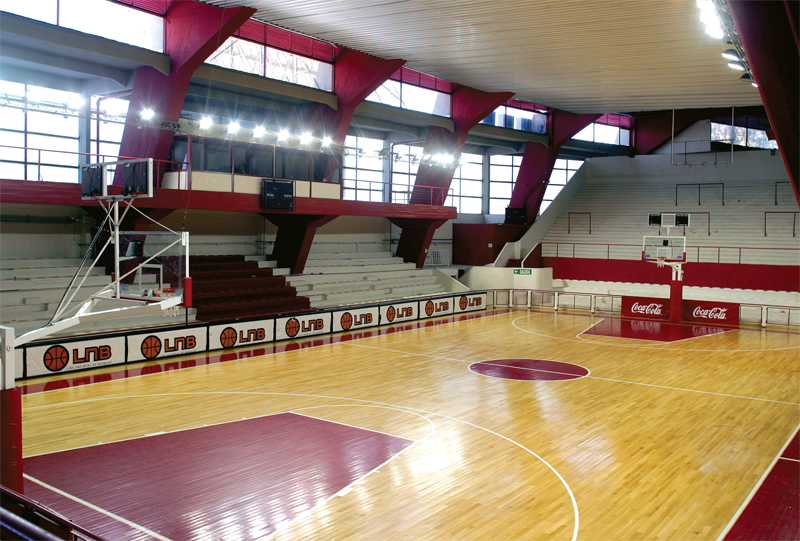
Microestadio, arène couverte qui accueille les matchs de basketball et de volleyball de River Plate.

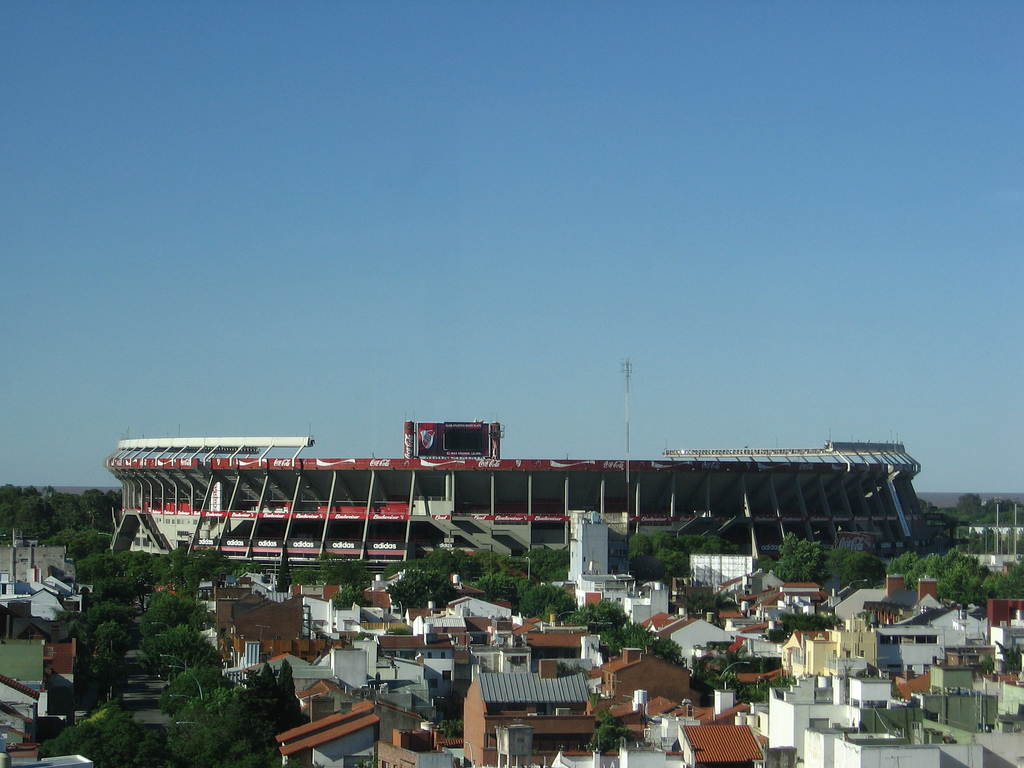

Hormis le football, le stade est également un terrain de jeu occasionnel de l'Équipe d'Argentine de rugby à XV, qui lui préfère cependant l'Estadio José Amalfitani du Vélez Sársfield, un stade un peu plus modeste de Buenos Aires.
Enfin, l'enceinte sert aussi à l'organisation de concerts géants, qui représentent une source de revenu substantielle pour le club. Ainsi, plusieurs grandes stars de la musique ont chanté au Monumental : Paul McCartney (1993 et 2010), Bruce Springsteen (1989), Michael Jackson (1993), Madonna (1993, 2008 et 2012),The Rolling Stones (1995, 1998 et 2006), AC/DC (1996 et 2009), Bob Dylan (1988), David Bowie (1990), Eric Clapton (1990, 2001, 2011), Guns N' Roses (1992, 1993) et (2011), Ramones (1996), The Police (2007), U2 (1998 et 2006), Red Hot Chili Peppers (2002 et 2011), Miley Cyrus (2011), Metallica (1993, 1999 et 2010), Oasis (2009), Coldplay (2010,2022 (×10)), Lady Gaga (2012), Taylor Swift (2023) entre autres.
Depuis 2003, le festival annuel de musique Quilmes Rock est organisé à divers endroits de Buenos Aires, et en particulier au Monumental.

## Fonctions
Le stade se trouve au milieu d'un grand complexe sportif permettant la pratique du tennis ou du basket-ball. Un théâtre, un musée et un grand parc de stationnement complètent également l'ensemble.
L'accessibilité de l'enceinte, située à l'intersection des avenues Figueroa Alcorta et Udaondo, est assurée par les réseaux de transports en commun (train et bus).

## Galerie

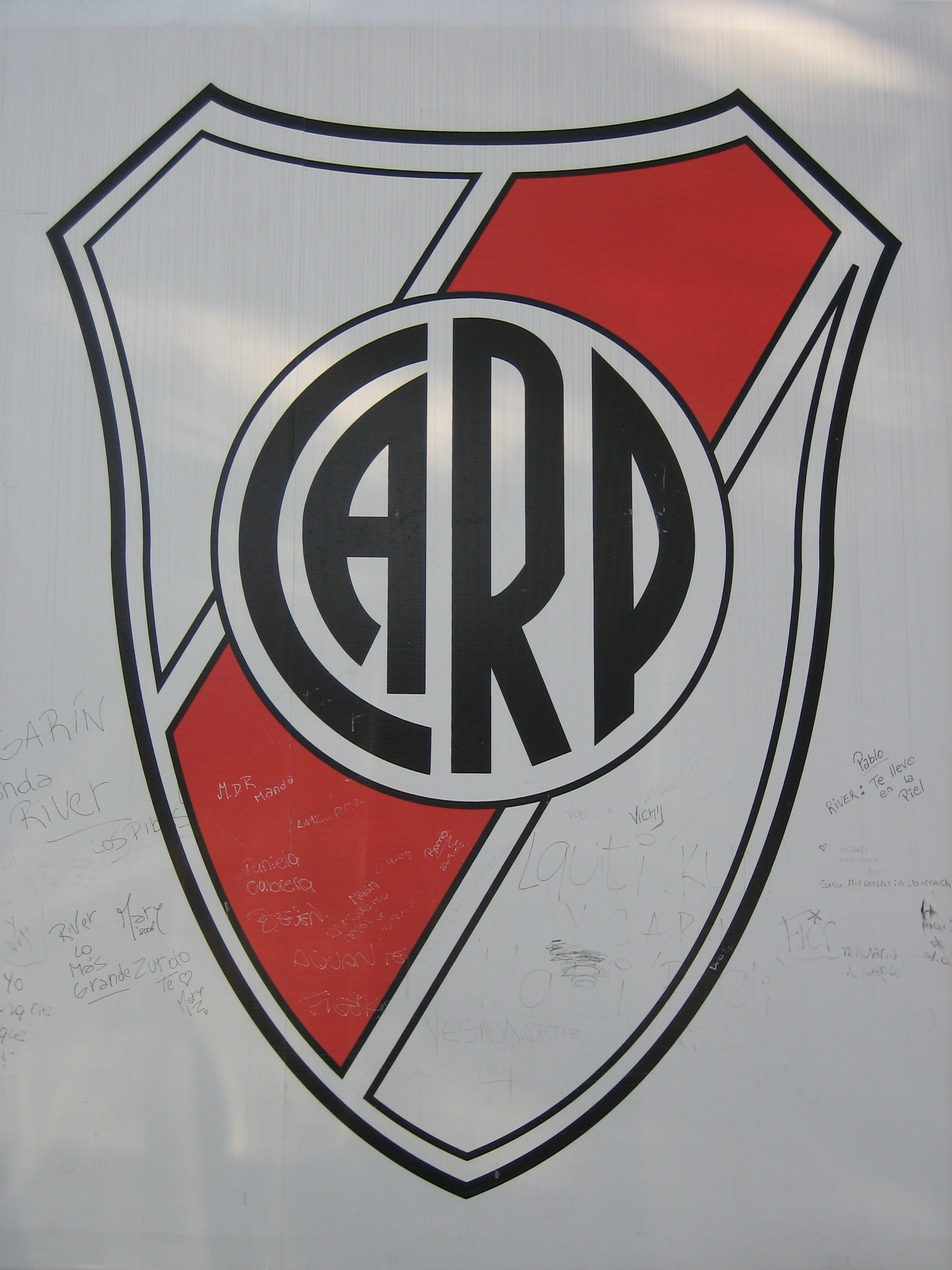
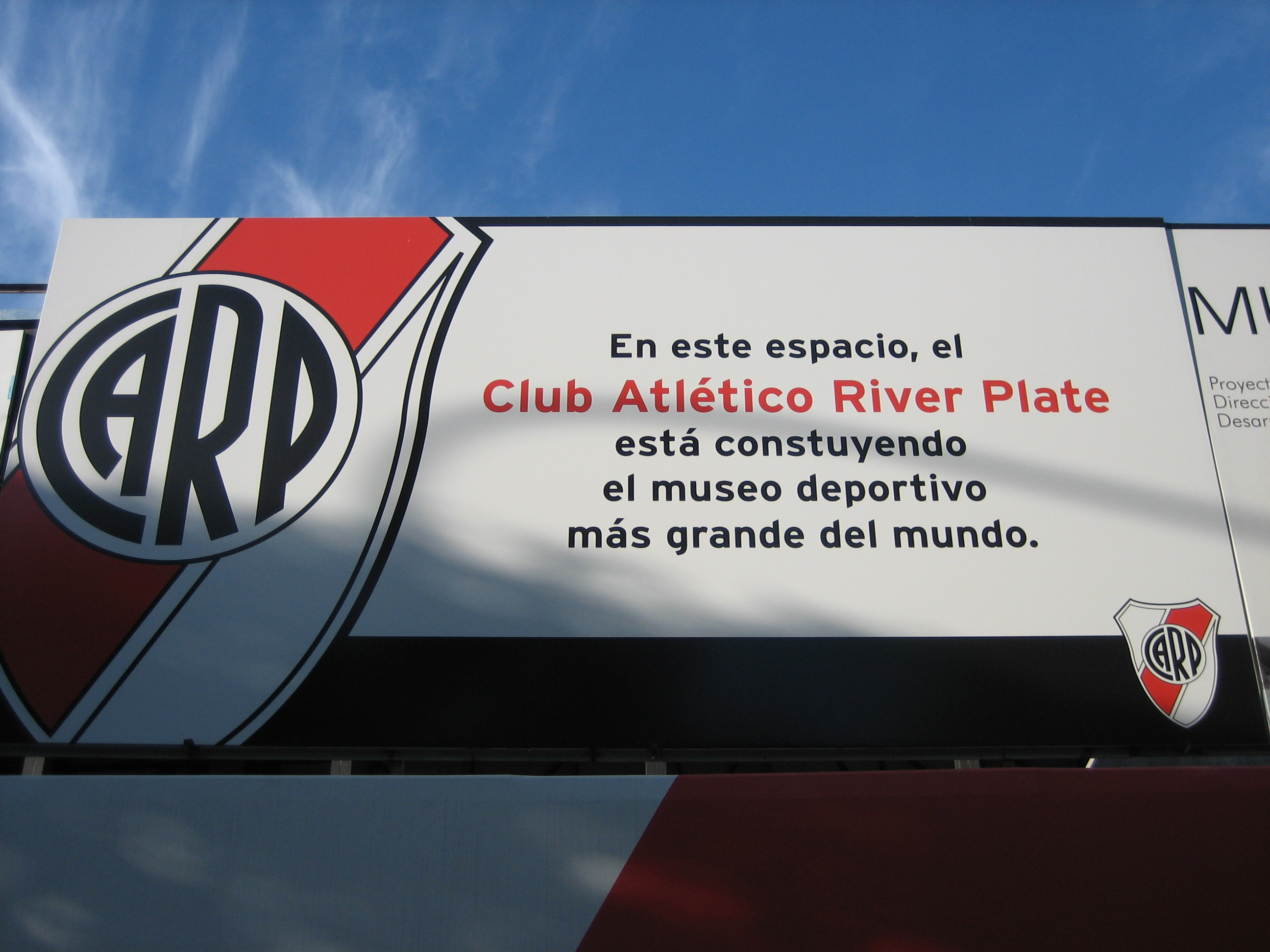
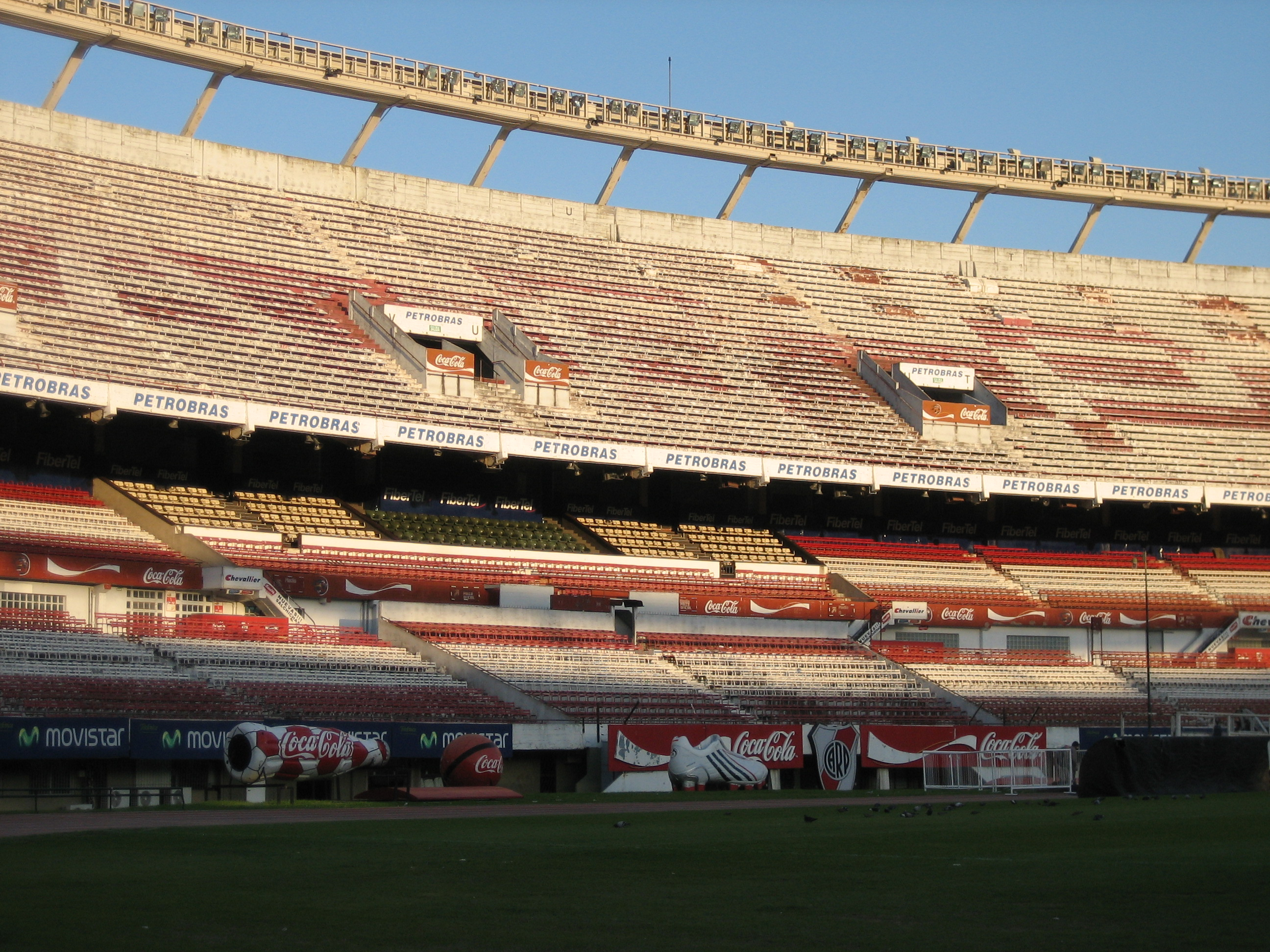
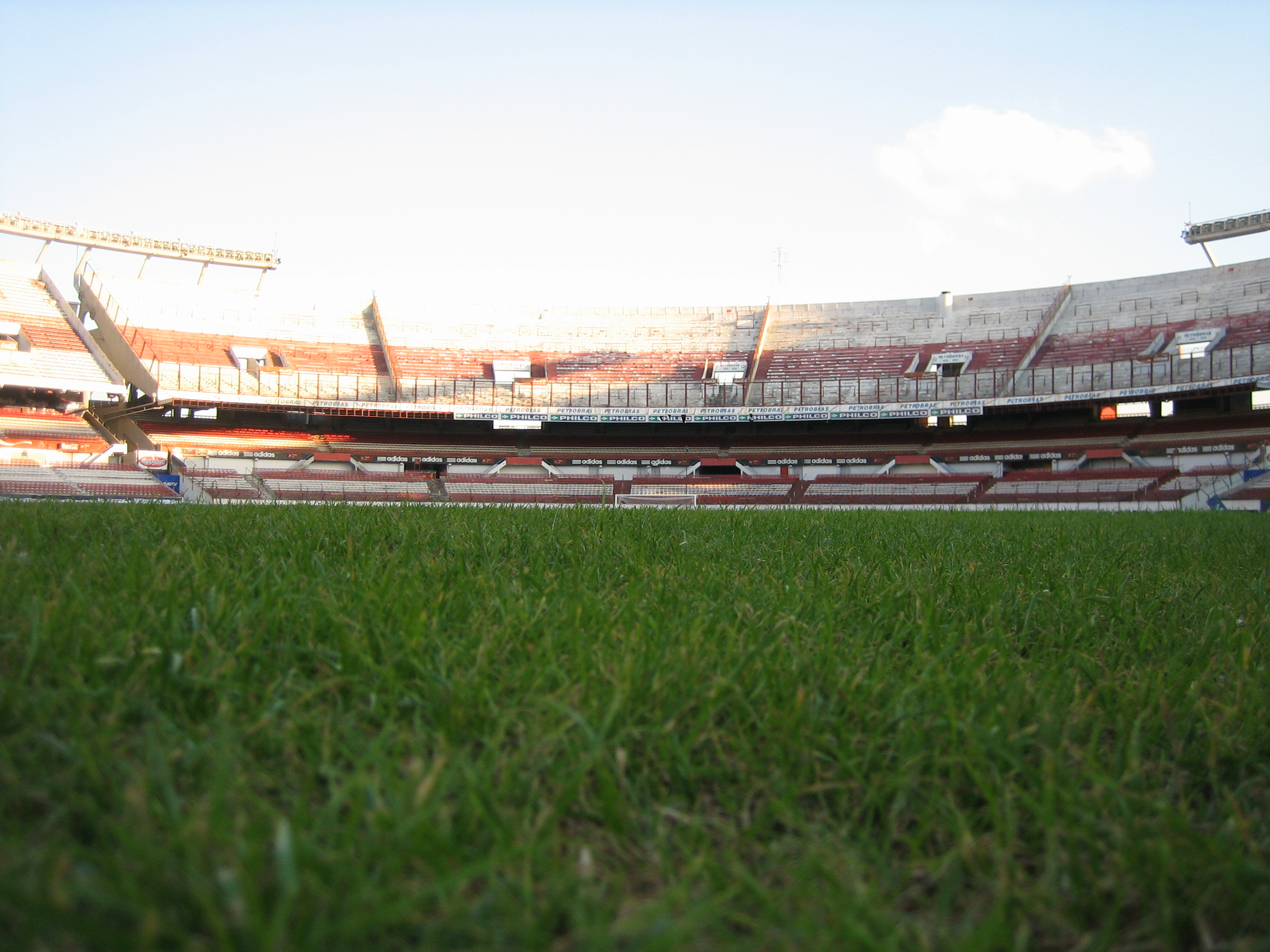
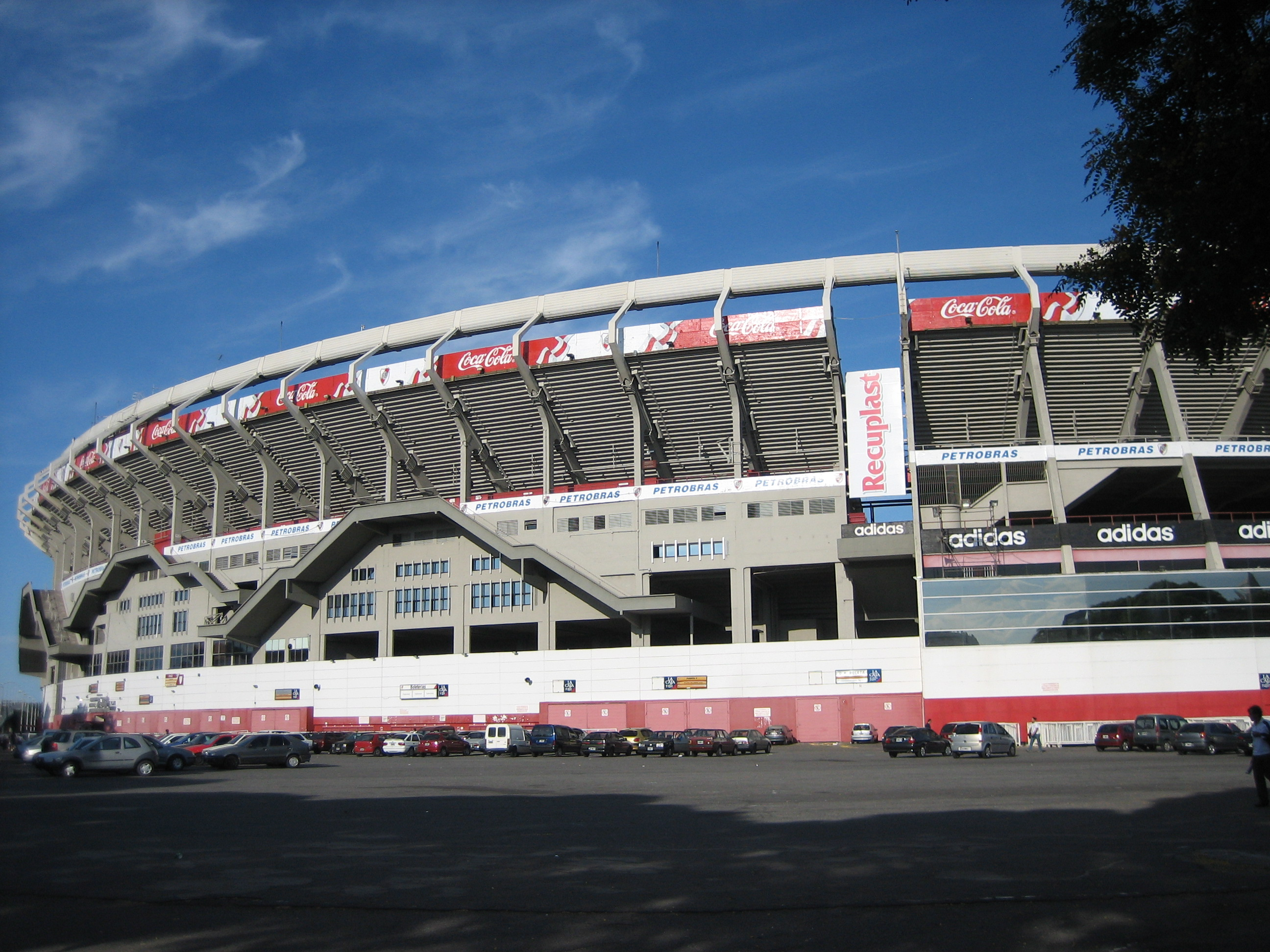
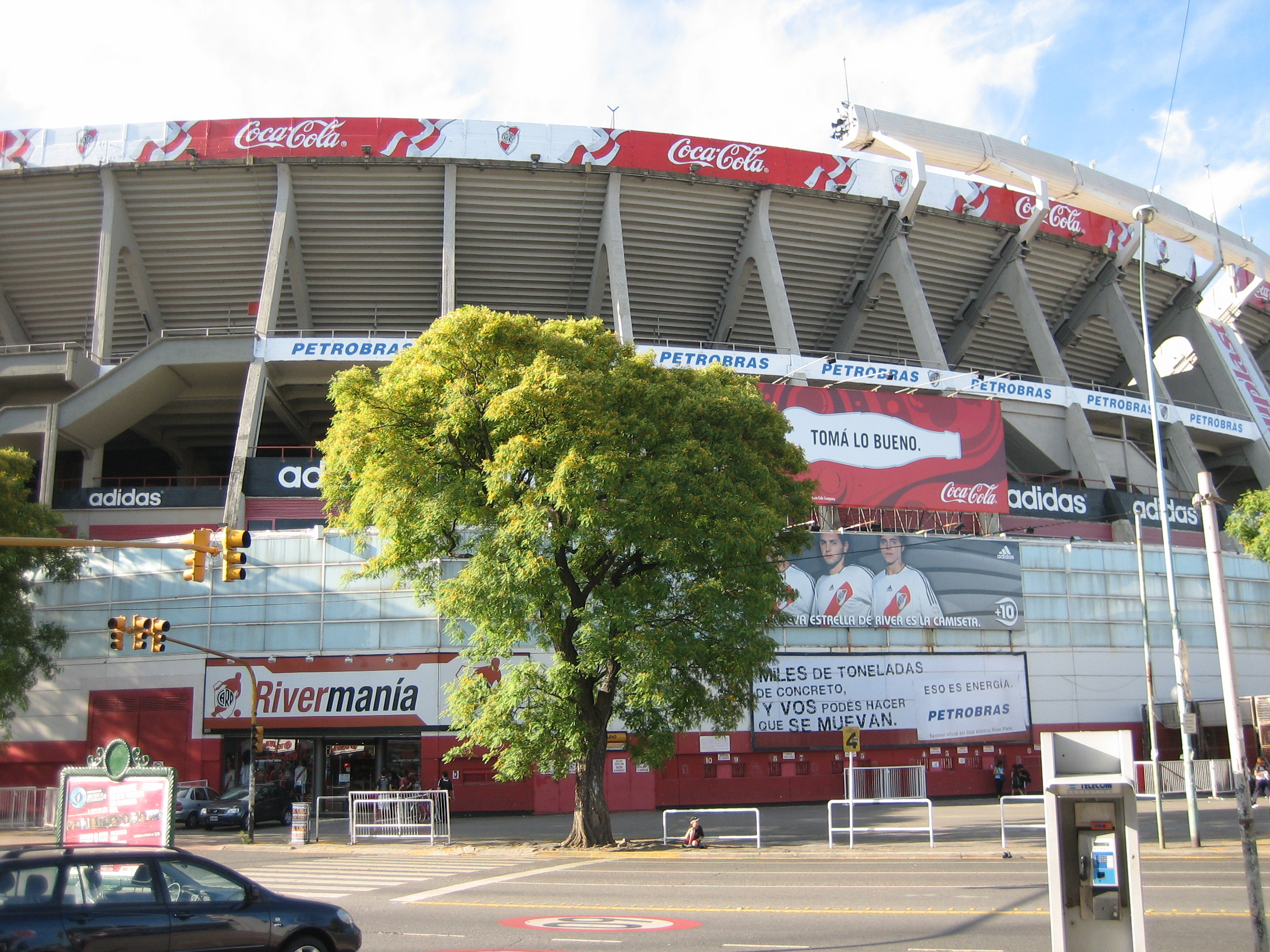
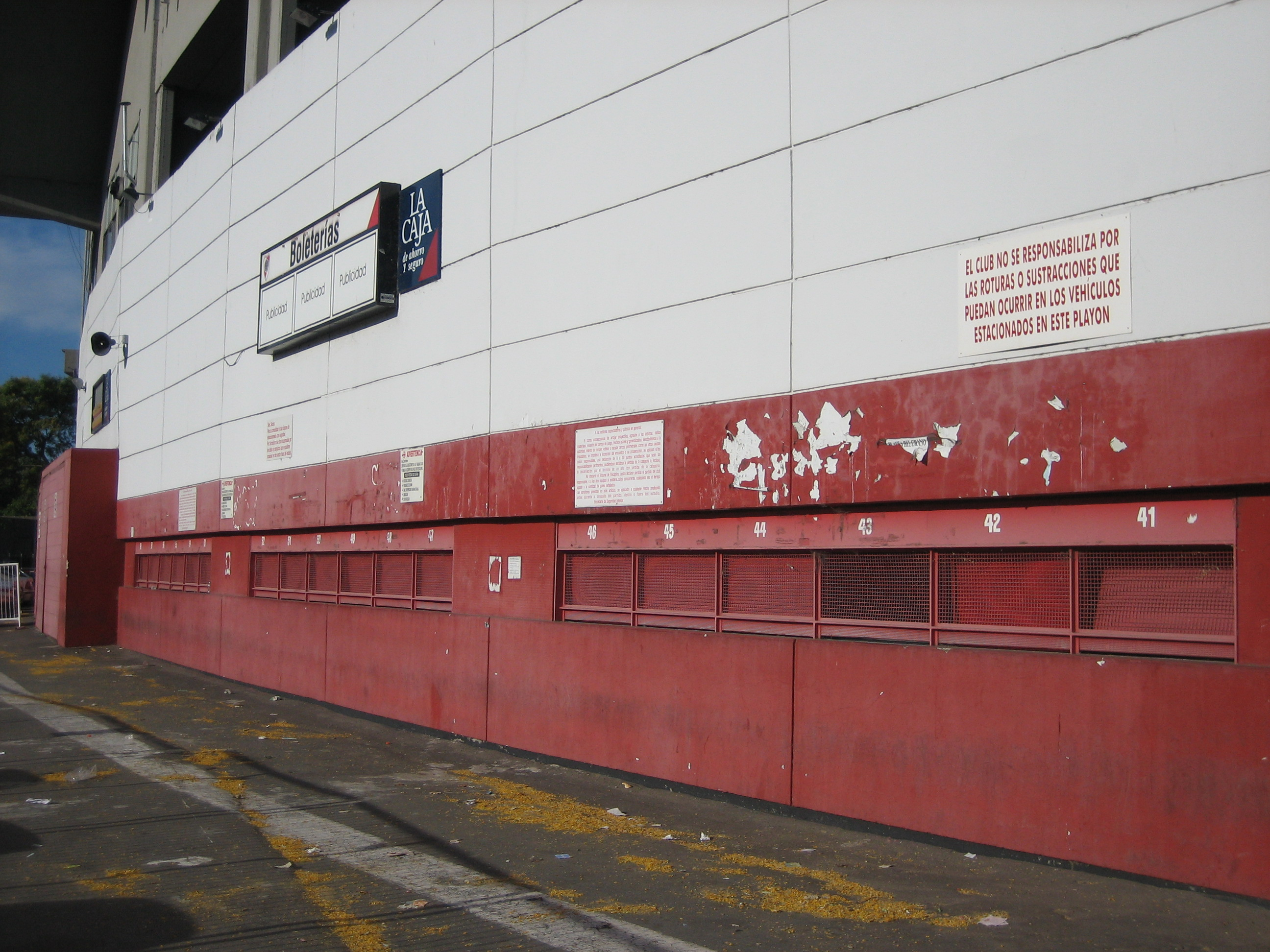
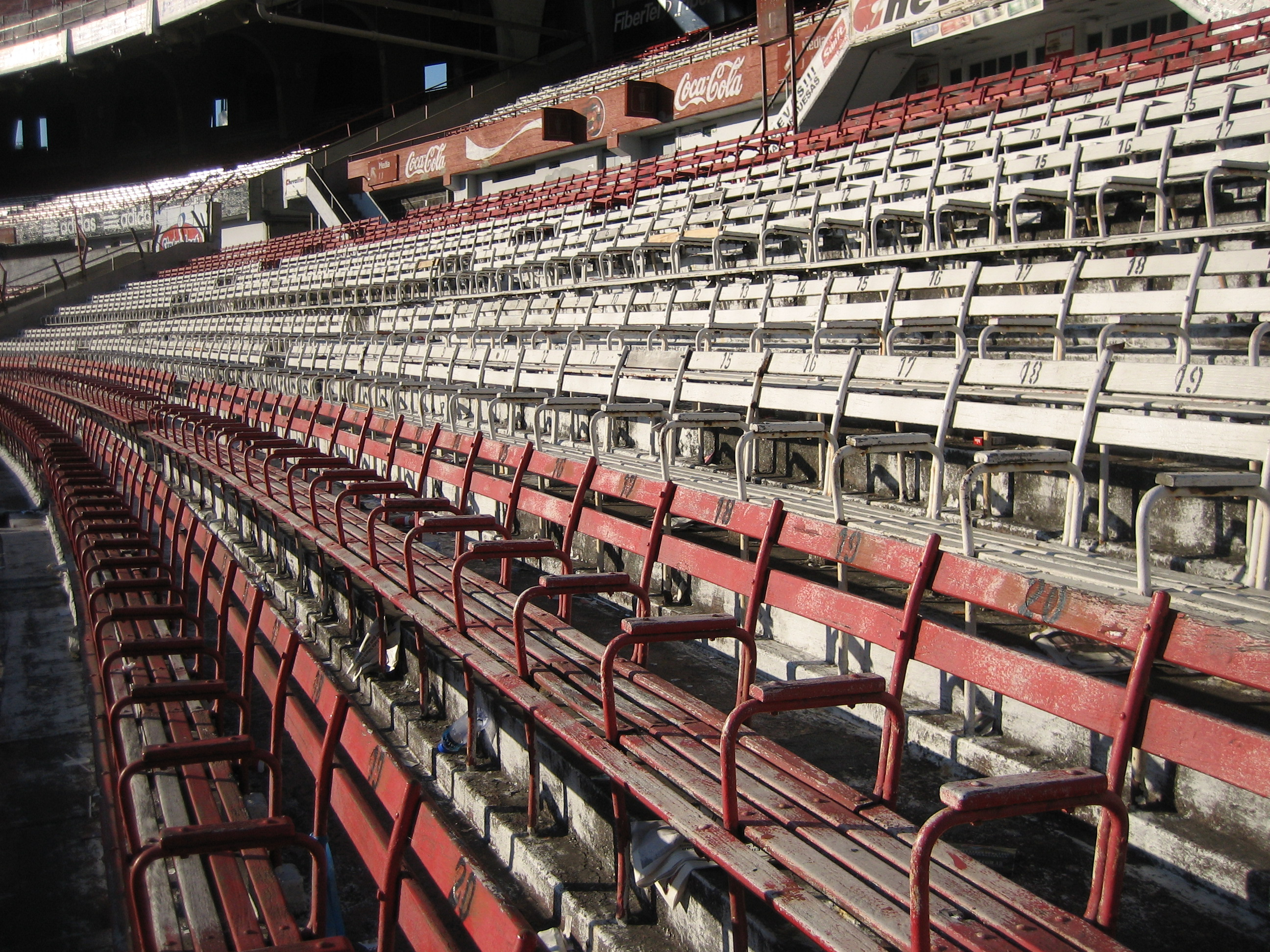
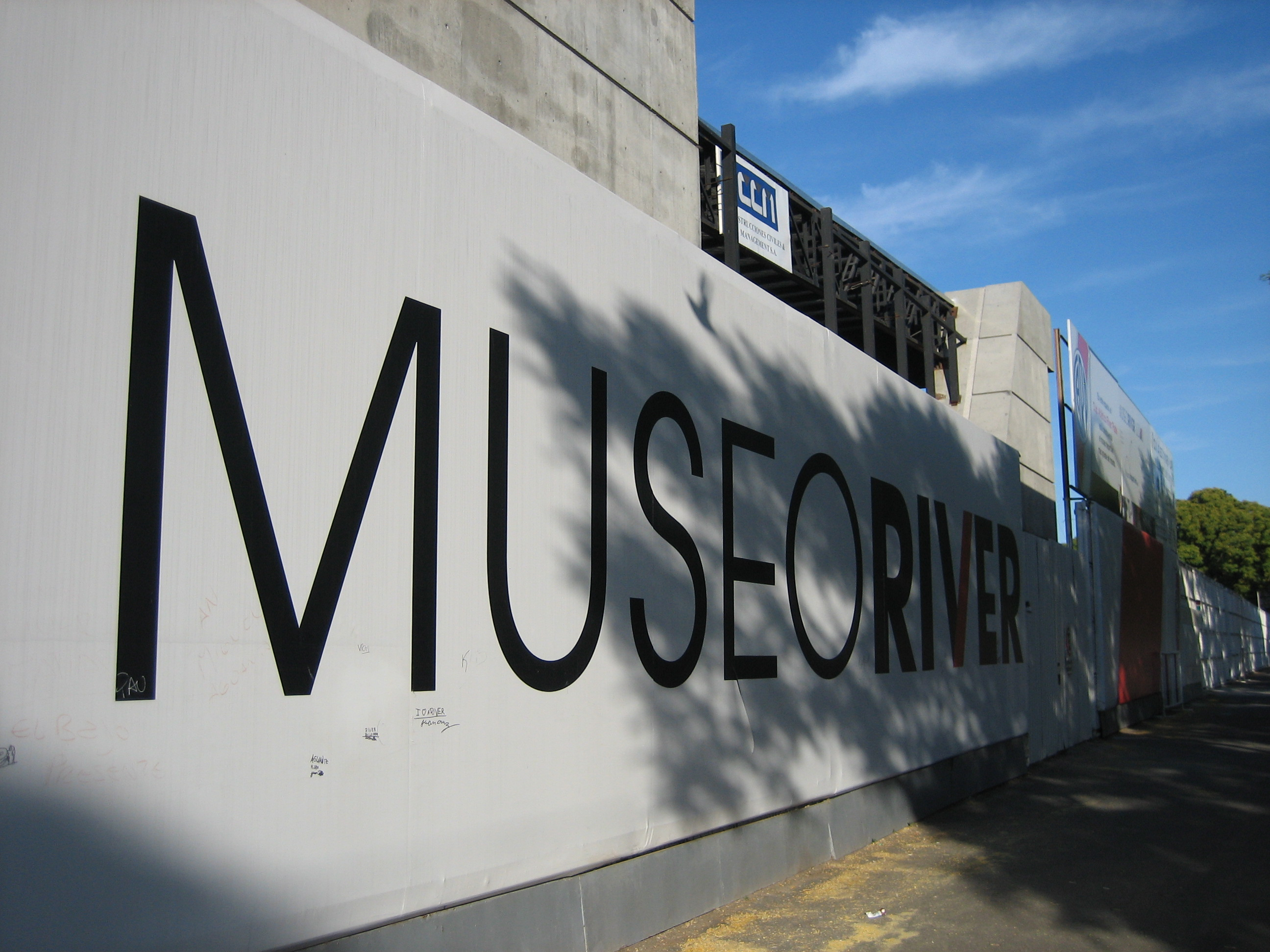